# Ruines de Gedi
Cet article concerne le site archéologique. Pour le village, voir Gede (Kenya).
Les ruines de Gedi sont un site historique et archéologique à l'est du Kenya, sur la côte de l'océan Indien. Le site est adjacent à la ville de Gedi (nommée aussi Gede) dans le comté de Kilifi ; il est situé dans la forêt et parc national d'Arabuko Sokoke. Gedi est l'un des nombreux peuplements arabo-swahilis qui s'étendent de Mogadiscio en Somalie jusqu'à l'embouchure du Zambèze au Mozambique,. On compte cent seize sites swahilis qui s'étendent du sud de la Somalie jusqu'à Vumba Kuu, à la frontière entre le Kenya et la Tanzanie. Depuis la redécouverte des ruines de Gedi par les colonialistes durant les années 1920, le site a été l'un des plus étudiés, aux côtés de Shanga, sur l'île de Pate, Manda, Ungwana, Kilwa Kisiwani et les sites des Comores,.
Le site de Gedi englobe une ville fortifiée et ses environs immédiats,. Tous les bâtiments de Gedi qui subsistent, des mosquées, un palais et de nombreuses maisons, sont en pierre, d'un seul étage, et sont répartis de manière inégale dans la ville. Il existe également de grandes zones ouvertes où se trouvaient des maisons en terre et en chaume,. On y trouve aussi des tombes avec des piliers, typiques de l'architecture swahilie.
La situation littorale de la ville, en relation avec les autres sites de la côte swahilie, ont fait d'elle un important centre de commerce. Bien qu'il n'y ait que peu de documents historiques mentionnant Gedi, la ville est, concernant la côte, probablement l'une des plus importantes de son époque. L'architecture de la cité et l'abondance des objets importés, notamment la poterie, les perles outre quelques pièces de monnaie, témoignent de sa prospérité croissante au cours de son occupation, depuis le XIe siècle, jusqu'à son abandon au début du XVIIe siècle,.

## Découverte et fouilles
Le site est l'un de ceux autrefois occupés par les Mijikenda, il est découvert par les Européens dans les années 1920 à la suite de la colonisation et de la création de l'Afrique orientale britannique. Aujourd'hui encore, les Giriama, l'un des neuf peuples constitutifs du groupe Mijikenda, considèrent l'endroit comme un lieu sacré à vocation spirituelle,. Dans un contexte global de prééminence de l'Islam, Gedi reste considérée comme un endroit où résident des esprits et des « diables » qui protègent le lieu et maudissent toute personne lui portant atteinte,.
Les premières explorations européennes sont le fait des colons, par l'intermédiaire du représentant britannique à Zanzibar, John Kirk, qui visite le site en 1884,. Les ruines restent cependant largement ignorées jusque dans les années 1920, lorsqu'elles attirent l'attention du gouvernement du protectorat britannique de l'époque. Quoique les fouilles ne commencent qu'à la fin des années 1940, l'endroit est aujourd'hui l'un des plus étudiés de la côte swahilie. Son état de conservation et sa richesse en artefacts sont précieux pour évaluer le rôle du site dans la région en association avec les autres implantations, ce qui permet de retracer le développement de la culture swahilie, l'organisation du commerce dans l'océan Indien, l'introduction et la diffusion de l'Islam et les liens politiques et économiques entre les communautés swahilies,.

### Premières recherches archéologiques
Les fouilles commencent à Gedi en 1948, sous la supervision de James Kirkman, et se poursuivent jusqu'en 1958 ; d'autres fouilles plus ponctuelles sont pratiquées dans les années 1960 et 1980,,. Kirkman exhume d'abord les bâtiments formant le cœur de la cité, le palais, plusieurs mosquées et maisons ; il nettoie et répare les murs de l'enceinte. La grande mosquée est dégagée en 1954 et le palais en 1963. Après la mise au jour de la grande mosquée, James Kirkman publie un rapport, The Arab City of Gedi, The Great Mosque, Architecture and Finds, qui est suivi d'une série de monographies et d'articles,.
Outre les fouilles de Gedi durant les années 1950, d'autres sites de la côte swahilie sont étudiés à partir de cette décennie. Une enquête de 1982 sur les cent seize sites de la côte recense trente-quatre ruines isolées, probablement des colonies ou des habitations isolées. Ce sont les plus grands sites qui retiennent le plus l'attention. Après Gedi, le site le plus intensément étudié est celui d'Ungwana, situé à l'embouchure du Tana, qui est similaire en taille à Gedi,, cette dernière étant cependant la plus densément peuplée.

### Recherches récentes
Depuis les années 1990 les recherches concernant toute la côte se sont intensifiées. Dès les années 1980, les chercheurs s'intéressent aux relations entre les communautés côtières et à leurs effets sur leur développement, remettant en cause l'idée originelle selon laquelle ce développement économique serait dû aux influences étrangères liées au commerce via l'océan Indien et à la colonisation arabe,. L'autre axe de recherche porte sur les bâtiments qui sont pas construits en pierre. Les études de terrain à Gedi montrent une forte concentration de maisons en terre. En 2001, Stephane Pradines, de l'Institut français d'archéologie orientale et archéologue aux Musées nationaux du Kenya, dirige un relevé topographique de Gedi, qui permet de cartographier la répartition spatiale des quartiers et d'approcher le développement urbain du site,. Dans le même temps, Lynn Koplin s'intéresse aux quartiers où les maisons sont en terre, se concentrant sur la zone comprise entre les murs intérieur et extérieur. De 2002 à 2003, les recherches à Gedi se concentrent sur le développement urbain avant le XVe siècle, s'intéressant à un groupe de maisons en corail (ou « pierres de corail »), construites par des élites sociales dans le noyau urbain du site.

## Peuplement

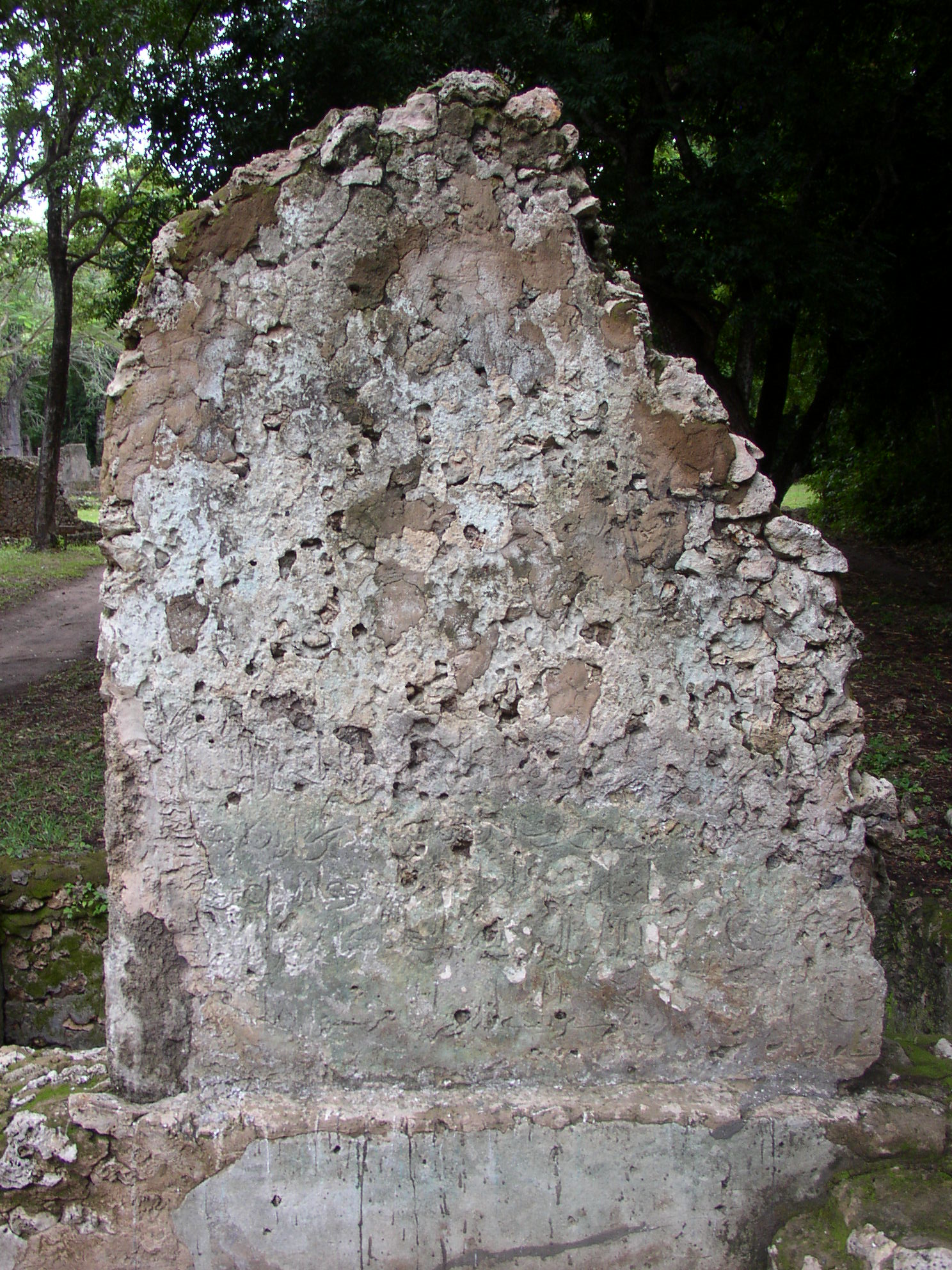
Dalle de pierre avec des inscriptions en arabe ayant servi à dater le site.

L'histoire de l'occupation de Gedi est extrapolée à partir des fouilles et des documents concernant sa culture matérielle, son architecture et ce qu'on connaît de l'histoire du commerce sur la côte swahilie et les régions adjacentes à l'océan Indien. Le peuplement de la ville intervient longtemps après les premières implantations et l'intensification du commerce durant le VIe siècle. L'un des plus anciens témoignages de l'occupation de Gedi est une pierre tombale, datée par radiocarbone entre 1041 et 1278, plaçant donc le peuplement originel aux alentours de la fin du XIe siècle ou du début du XIIe siècle.
Gedi est fondée en tant que ville commerciale, et le commerce contribue à son développement ; à son apogée, elle abrite 2 500 personnes,. Quoiqu'elle ne soit pas mentionnée dans les documents historiques, elle est considérée comme l'un des plus importants sites de la côte. Avant la construction de l'enceinte extérieure durant le XVe siècle, la cité se développe dans la partie nord du site actuel. L'adoption de l'Islam par les habitants durant le XIIe siècle est marquée par la présence de trois mosquées superposées dans la partie nord, construites entre le XIIe siècle et le XIVe siècle. Leur style architectural et l'absence de minarets suggèrent qu'il s'agit de la branche ibadite de l'Islam.
Entre le XIe siècle et le XIVe siècle, le développement de Gedi se fait principalement en direction du nord, l'ouest et le sud se développant durant le XVe siècle avec des déplacements de populations autour de la grande mosquée. La prospérité et la population atteignent leur apogée durant le XVe siècle et, durant le XVIe siècle, la ville, à l'instar de bien d'autres sites côtiers, commence à décliner à la fin de ce siècle et au début du XVIIe siècle,. Gedi est abandonnée vers le milieu du XVIIe siècle,. La présence des Portugais, à partir du XVIe siècle, est considérée comme la cause principale du déclin de Gedi car ils tentent de s'assurer un monopole commercial par des interventions armées,. En outre, une baisse de la nappe phréatique (inférée de la constatation de l'approfondissement du puits à côté de la Grande Mosquée), un raid de Wazimba sur la côte en 1589, les migrations de Galla et des raids venus de Somalie ont sans doute été des facteurs ayant concouru à l'abandon de Gedi et de la plupart des sites côtiers au nord de Mombasa,,.

## Architecture
Les ruines de Gedi couvrent 45 acres (env. 18 ha) dans la forêt d'Arabuko-Sokoke,. L'ancienne ville de Gedi est compartimentée par deux murs ; le mur extérieur enclot les 45 acres et la zone intérieure 18 acres (env. 7 ha),.
Dans la zone interne, il y a deux mosquées, le palais du cheikh, quatre grandes demeures et plusieurs groupes de maisons ; quatre grandes tombes à piliers complètent le cœur urbain. La zone intérieure comprend aussi quatre autres maisons et trois autres mosquées. Entre le mur intérieur et extérieur il existe peu de structures en pierre, à l'exception de deux mosquées. À l'extérieur, près du mur, il y a une mosquée et plusieurs structures non identifiées.
Outre être divisée par une enceinte intérieure et une extérieure, qui créent un cœur urbain, Gedi présente une infrastructure clairement établie. La disposition des bâtiments suit un quadrillage de rues et la plupart des bâtiments principaux sont équipés de puisards pour les eaux usées et/ou le recueil des eaux de pluie.
La plus grande partie des constructions concerne des résidences construites en terre et recouvertes de toits en chaume, situées entre le mur intérieur et le mur extérieur ; cependant, les seuls bâtiments ayant survécu sont ceux construits avec le corail extrait de l'océan Indien. Plusieurs bâtiments datent d'avant le XIVe siècle, et, à partir de ce siècle, le corail devient le matériau le plus courant pour les constructions de grande taille et les résidences des élites,,. Tous les bâtiments de Gedi sont à un seul étage,. Les murs d'enceinte en corail et les bâtiments sont construits de la même manière, avec du mortier de chaux et des fondations dont la plupart ne font pas plus de trente centimètres de profondeur, comblées par des pierres. Lorsque des fondations sont utilisées, elles ne sont pas plus larges que les murs qu'elles supportent. Il existe plusieurs exemples d'éléments sans fonction utilitaire identifiée. Les portes des bâtiments sont des arcs en ogive à cadre carré ; les tombes et les mosquées présentent des écoinçons et des architraves sculptés ou incrustés de porcelaine,.

### Murs
Les murs intérieurs et extérieurs sont construits de manière similaire. Le mur extérieur fait environ 2,8 mètres de hauteur et 45 centimètres d'épaisseur et il est enduit de plâtre ; on pense qu'il a été construit durant le XVe siècle. La construction du mur intérieur serait consécutive à l'arrivée des Portugais au XVIe siècle ; la présence de meurtrières permet de penser qu'il n'a pas été construit avant,. L'aspect effectivement défensif des murs en tant que fortification n'est pas établi ; selon Kirkman, les murs et les portes entourant la ville ne sont pas significativement fortifiés, ce qui semble amener à l'hypothèse que ces enceintes et la disposition des bâtiments relèvent plus d'une différenciation sociale,. Le mur intérieur a une fonction défensive plus évidente ; néanmoins, malgré l'absence de meurtrières et la faiblesse structurelle de l'enceinte extérieure, cette dernière est considérée comme une fortification.

### Mosquées
Les mosquées de Gedi contiennent des puits et de installations pour les ablutions. Elles ne comportent pas les minarets utilisés pour l'appel à la prière qu'on peut trouver ailleurs. Elles sont construites typiquement avec une antichambre flanquant la pièce centrale, dont le toit est fait de poutres reposant sur des piliers carrés en pierre. Les piliers obstruent la vue du mihrab, situé sur le mur nord, orienté vers La Mecque,.
Deux des mosquées sont nommées « grandes mosquées » ; celle traditionnellement et initialement connue sous ce nom est un bâtiment rectangulaire situé à l'intérieur du mur interne, lequel a été construit durant le XVe siècle,. La Grande Mosquée présente trois entrées et trois rangées de piliers dans la pièce centrale qui supporte le toit. Au-dessus de l'une des entrées se trouve un relief en forme de pointe de lance, flanqué d'un bouclier sur son écoinçon, tandis qu'à l'entrée orientale, l'architrave est gravée d'un motif en chevrons,. La structure repose sur l'une des fondations les plus robustes, de plus de cinquante centimètres de large et de plus d'un mètre de profondeur.
La seconde « Grande Mosquée » se situe dans la partie la plus ancienne de la cité, habitée depuis le XIe siècle ; elle se trouve au nord de l'enceinte. La structure encore debout a été construite durant le XIVe siècle au-dessus de deux mosquées antérieures datant du XIIe et XIIIe siècles. Elle mesure vingt-six mètres dans son élongation nord-sud.

### Tombes

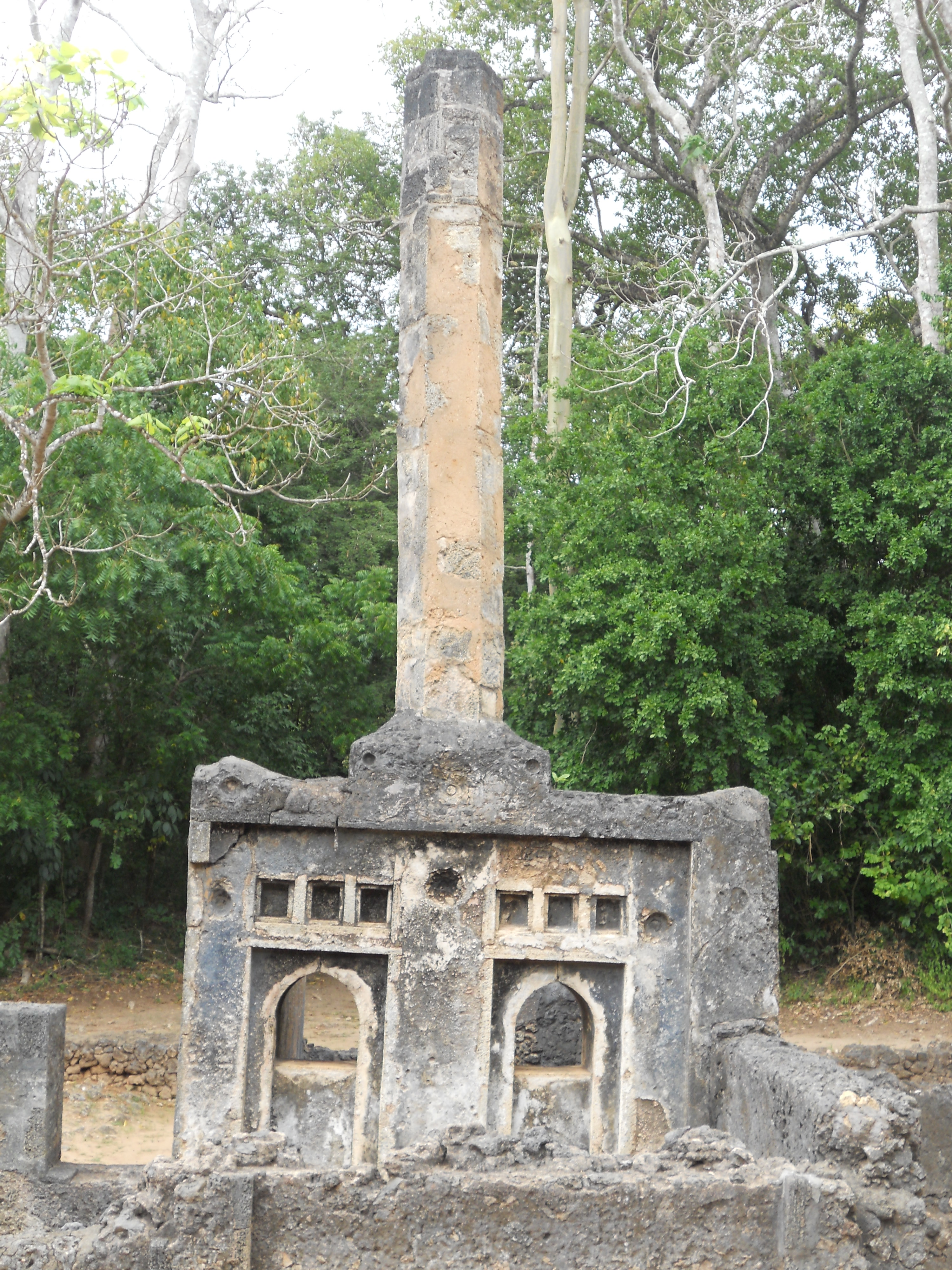
Tombe à pilier.

Les tombes à pilier de Gedi, qui consistent en structures en maçonnerie surmontées d'un pilier ou colonne, sont caractéristiques du style architectural médiéval de la côte swahilie,. Les tombes sont souvent ornées de panneaux décoratifs en creux. Il y a quatre grandes tombes à pilier à Gedi ; l'une, la « tombe à date », à l'intérieur du mur interne, se distingue par ses inscriptions en arabe qui la datent de l'année 802 du calendrier hégirien (1399 dans le calendrier chrétien).

### Maisons

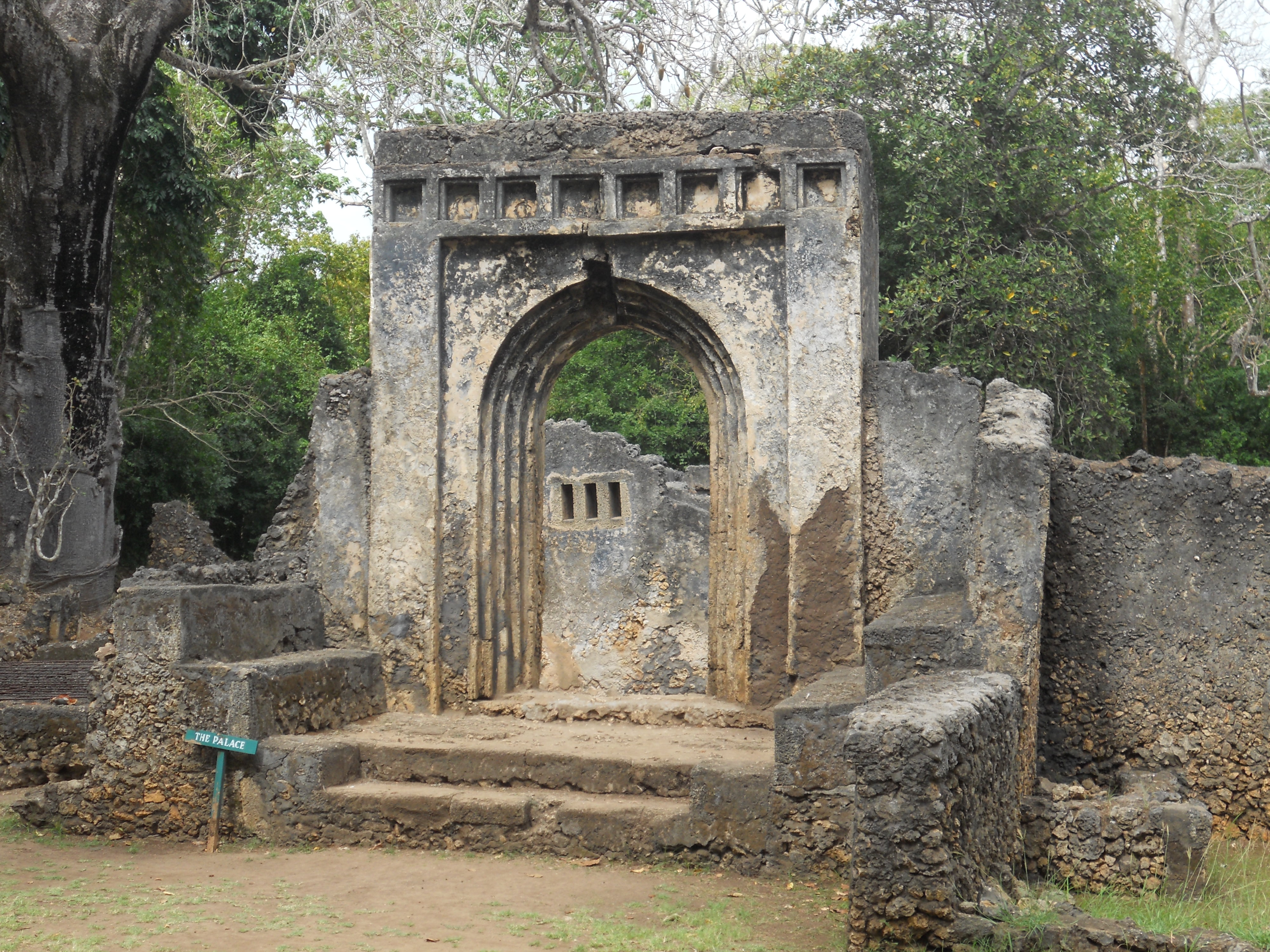
Le palais de Gedi.

Les bâtiments à usage d'habitation qui subsistent à Gedi se situent à l'intérieur de la zone délimitée par le mur intérieur et ne sont représentatifs que des conditions de vie des élites sociales ; la majeure partie de la population vivait, quant à elle, dans des maisons en terre à l'extérieur du cœur urbain. Les quatre plus grandes habitations sont appelées House on the Wall (« maison du mur »), House on the West Wall (« maison du mur ouest »), House of the Dhow (« maison du boutre ») et Large House (« grande maison »). Un groupe de maisons, adjacentes au palais du cheikh, comprend la maison de la maison de la monnaie chinoise, la maison du bol en porcelaine, la maison de la citerne, la maison des deux pièces, la maison aux murs avec des panneaux, la maison des ciseaux, la maison de la perle vénitienne, la maison de la cour enfoncée, la maison des cauris, la maison de la lampe en fer, la maison de la boîte en fer et la maison du puits.
Les maisons varient en taille, en nombre de pièces et en disposition, mais la maison typique est à trois chambres. Elle présente habituellement une avant-cour et une arrière-cour. La disposition typique en trois pièces comprend une grande chambre principale et deux espaces de rangement et de couchage à l'arrière de la maison. L'un des pièces arrière comprend habituellement un espace de stockage sous le toit auquel on accède par une trappe. Des latrines, généralement situées à l'arrière de la pièce principale, sont présentes dans la plupart des habitations ; dans quelques maisons, on trouve des puits dans la cour,. L'une des plus anciennes maisons en pierre, datant du XIVe siècle, possède une longue et étroite cour en contrebas, qui contraste avec les cours plus larges et plus profondes associées aux maisons du XVe siècle. Les entrées des bâtiments sont très diverses dans leur disposition, mais les maisons sont concentrées et disposées de manière à maximiser l'utilisation de l'espace disponible.

### Palais
Le palais, où vit le cheikh, possède une grande pièce centrale et deux antichambres, chacune munie de sa propre cour. Un ensemble de pièces à usage d'habitation est accessible depuis le hall principal. Il existe aussi deux cours supplémentaires, celle destinée aux réceptions et celle dévolue aux audiences, auxquelles on accède par des portes distinctes.

### Hinterland
On trouve, dans l'hinterland de Gedi, plusieurs petits sites consistant en mosquées isolées accompagnées de tombes de même, ou de sites regroupant quelques maisons, ainsi les sites proches de Shaka et Kilepwa. Kilepwa, situé sur une île dans la rivière Mida, est proche ; il est constitué de trois maisons en pierre. On trouve aussi une mosquée isolée à l'extrémité ouest du cours d'eau, une mosquée à Watamu et une tombe et une mosquée à Kiburugeni.

## Culture matérielle
Les fouilles ont permis de mettre au jour de nombreux artefacts, les plus courants et les plus étudiés étant les perles et les céramiques, qui ont été utilisées pour identifier et dater les activités commerciales et l'occupation du site. Les noms donnés aux maisons reflètent les objets qu'on y a trouvés, ainsi les pièces de monnaie chinoise, la perle vénitienne, les cauris, la lampe en fer et la boîte en fer,. Les objets trouvés à Gedi sont similaires à ceux trouvés dans les autres sites de la côte swahilie, avec cependant de grandes variations concernant le style des poteries. Parmi les huit sites examinés par Kirkman, Gedi, Ungwana et Kilepwa recèlent pratiquement le même type d'objets avant le XVe siècle, tandis que le site de Mnarani, la tombe à pilier de Malindi, les sites de Takwa, Kinuni et Kilindidni contiennent du matériel de plus en plus similaire durant la période qui va du XVe siècle au XVIIe siècle. Outre la production locale, de nombreux objets trouvés à Gedi, importés, montrent l'importance croissante du commerce via l'océan Indien en Afrique de l'Est à partir du début de la période islamique, au VIIe siècle.

### Monnaies
On pense que les cauris étaient la principale unité monétaire. Des coquilles de cauris ont été trouvées en abondance dans les magasins des maisons tandis que les pièces de monnaie ne sont représentées que par deux exemplaires originaires de Chine. L'usage de cauris comme unité monétaire est par ailleurs bien documenté un peu partout en Afrique ; Kirkman estime le taux de change à 400 000 pour un dinar en or,. Il existe des exemplaires de pièces de monnaie locale dans des sites contemporains de celui de Gedi mais aucun n'a été retrouvé en ce dernier endroit. L'usage de perles comme monnaie a aussi été proposé par J. F. Schofield, qui affirme que la raréfaction des perles dans les couches stratigraphiques supérieures du site reflète la baisse de leur valeur à partir du XVe siècle.

### Perles
Il existe plusieurs classifications des perles qu'on trouve à Gedi et dans les autres sites de la côte swahilie. Schofield, dans son étude des perles trouvées à Gedi et à Mapungubwe dans la vallée du Limpopo, distingue trois catégories : les cylindres rouges, bleus, verts et jaunes faits de verre filé, les plus petites perles noires, rouges, vertes, jaunes et biconiques bleues et lenticulaires faites en verre enroulé et enfin les sphères rouges, noires et jaunes, faites de verre coulé. Kirkman, de son côté, utilise une classification en huit catégories. Durant ses fouilles, Kirkman a retrouvé 631 perles dans 6 niveaux stratigraphiques distincts ; toutes, sauf 25, des 558 perles appartenant aux classes 1 à 3 sont faites de verre opaque. Les perles monochromes jaunes, vertes et noires en verre filé ou coulé en forme de melon, biconiques, globulaires, en forme de tonneau ou cylindriques sont les plus communes dans les strates du XIVe siècle et deviennent plus rares dans les strates correspondant aux périodes plus récentes. Les petites perles en verre filé sont aussi fréquentes dans les niveaux du XIVe et XVe siècles dans les couleurs verte, rouge opaque, jaune et noire, les bleues, marron et rouges étant plus rares. On pense que ce sont les marchands musulmans qui ont apporté ces perles en Afrique de l'Est, d'où elles ont été échangées dans tout le continent, car il n'existe aucune trace de production ou de commerce local de ces perles au sud ou à l'ouest de l'Égypte et de la Nubie, à l'exception d'un site dans la forêt d'Igbo Olokun à Ile-Ife dans le sud du Nigeria.

### Poteries
De nombreux types et styles de céramiques ont été trouvés, y compris de la porcelaine de Chine, de la céramique émaillée islamique et des faïences locales. Plusieurs exemples d'objet en céramique se retrouvent dans différents autres sites côtiers. Les barbotines rouges sont rares comparativement aux sites situés à l'intérieur des terres, tandis que les bols aux bords arrondis ou plats et ceux aux bords présentant des décors en creux sont courants. Les bols d'une couleur allant du blanc au crème n'existent qu'en petite quantité, ainsi qu'un exemplaire isolé présentant des reflets brun-dorés. Un tesson, présentant un motif en treillis, a probablement été importé de l'intérieur du continent.

#### Importations
La céramique importée à Gedi témoigne d'un commerce direct ou indirect avec la Chine et le monde musulman. La poterie islamique qu'on y a trouvée est faite au tour, émaillée et cuite au four. Elle comprend des objets décorés selon la technique du sgraffite, de la poterie yéménite noire ou jaune et des objets à décors floraux sur panneaux bleus et blancs,,. Les sgraffites sont des céramiques à corps rouge avec des glaçures jaunes ou vertes, fréquentes en Irak entre le IXe et le XVIe siècle. Un type de grès polychrome du XVIe siècle, caractérisé par des émaux gris, verts et bruns, a, peut-être, été fabriqué en Perse ou en Inde dans une tentative d'imiter la porcelaine chinoise. Un autre type de bols à glaçure partiellement grise avec des décorations internes circulaires viendrait hypothétiquement d'Indochine car la disparition de ce style coïncide avec la conquête thaïlandaise de la région indochinoise en 1467. Divers types de poteries chinoises se sont retrouvés à Gedi, notamment du céladon et de la porcelaine bleue et blanche, en assez grand nombre pour que l'on puisse supposer qu'une partie importante de la population avait accès à des objets de meilleure qualité, tandis que des tessons ont également été trouvés, incrustés dans les murs ou en décorations des mosquées.

#### Productions locales
La poterie produite en Afrique de l'Est est façonnée à la main, elle n'est pas émaillée et l'on suppose qu'elle est séchée à l'air libre, mais l'absence de trace de fourneaux peut résulter du fait qu'on les a confondus avec les fours à métaux. Nonobstant, l'absence d'émaillage et de poterie au tour illustre le fait que les habitants de la côte swahilie n'avaient pas adapté leur technologie en important celle venue via l'océan Indien, mais qu'ils étaient avant tout en possession de produits finis échangés contre des produits locaux. À l'inverse, quinze marques différentes de potiers ont été trouvées à Gedi sur des poteries datant des XVe et XVIe siècles, trouvées sur ou près de la surface du site, ce qui laisse penser que le site pouvait avoir un four communal à cette époque. Les objets portant une marque de potier montrent les variations des types et styles de céramique au travers des âges, et témoignent aussi de l'adoption et de l'adaptation d'éléments venus de l'extérieur. Avant la diversification des styles locaux, les premières céramiques, plus uniformes, présentent des similitudes avec celles trouvées sur les autres sites côtiers,. Malgré l'augmentation du nombre de céramiques importées durant le XVe siècle, les variétés locales continuent à être présentes dans les niveaux stratigraphiques qui correspondent aux périodes ultérieures d'occupation du site.

#### Chronologie
Au XIVe siècle, les céladons sont un produit d'importation prisé en Afrique de l'Est ; ils sont obtenus à l'origine auprès de la dynastie Ming en échange d'ivoire. Les écrits témoignant d'échanges directs avec la Chine se résument cependant à un unique récit de Zheng He, relatant l'accostage d'une flotte chinoise qu'il dirige à Malindi et Mombasa à une date comprise entre 1417 et 1419. Le volume des importations depuis la Chine et ailleurs croît durant les xive et xve siècles, comme en témoigne le grand nombre de céladons et de céramiques islamiques noires et jaunes. Au XIVe siècle la production locale commence à se diversifier avec la croissance économique. Au début et à la fin du XVe siècle ce sont, respectivement, des porcelaines bleues et des blanches qui commencent progressivement à remplacer les céladons ; les produits islamiques monochromes, quant à eux, remplacent complètement ceux noirs sur fond jaune,. Durant ce même siècle, la poterie locale voit la réduction du nombre de décors gravés en creux et la tendance à l'allongement du col des récipients. Au cours des siècles qui suivent, la porcelaine bleue et blanche et les poteries islamiques monochromes deviennent les principaux produits importés, ce qui dure jusqu'au déclin de Gedi au XVIIe siècle.

#### Poteries et tombe datée
Les endroits d'où proviennent les objets importés donnent des informations quant aux liens commerciaux entretenus par la ville et l'étude de leurs types et styles aident à dater le site. À Gedi, une chronologie a été établie pour l'apparition des nombreuses céramiques qui ont été retrouvées dans des dépôts jusqu'à 1,5 mètre de profondeur. Une tombe datée, grâce à une inscription, de 1399, a servi de point de référence pour la datation des couches stratigraphiques. Du céladon, des monochromes islamiques et de la porcelaine chinoise bleue et blanche ont été trouvés dans les niveaux au-dessus de la tombe, qui datent des XIVe et XVe siècles. Sous la tombe, le céladon diffère de celui trouvé au-dessus ; les sculptures de pétales de lotus sont plus fréquentes dans les couches supérieures. Grâce à la datation de la tombe, il a été déterminé que les céramiques alentour dataient du XVe siècle, ce qui a permis d'en extrapoler les dates des autres niveaux stratigraphiques.

## Économie
Les activités et productions locales comprennent probablement la poterie, le travail du métal, la construction, la filature et le tissage de tissus, la pêche, le commerce et, peut-être, la production de sel, qui sont présents dans les archives archéologiques et historiques de plusieurs sites côtiers. L'architecture corallienne locale utilisant du mortier de calcaire indique également la présence des métiers associés à la construction et à la maçonnerie.
La production alimentaire est probablement une économie mixte fondée sur l'élevage et la production agricole et horticole. Certains aliments sont introduits par le commerce. Les cultures comprennent le mil, le riz africain, le taro, la noix de coco, la banane, les agrumes, la grenade, la figue, la canne à sucre, le coton et divers légumes, tandis que le bétail est probablement principalement bovin. Les moutons, les chèvres et les poulets jouent également un rôle important.
Les villes swahilies entretiennent un commerce soutenu avec l'intérieur des terres, se procurant ainsi des marchandises pour le commerce avec l'outremer et la consommation locale. Les petits sites isolés de l'hinterland dont considérés comme des lieux de soutien économique aux grandes villes. De petits sites, des hameaux, sont établis entre le xive et le xvie siècles aux alentours de Gedi, tels ceux situés à l'embouchure de la Mida, Kiburugeni, Watamu, Shaka et Kilepwa. On pense qu'ils servent à fournir la majeure partie des produits agricoles consommés à Gedi.

### Commerce maritime
L'histoire du commerce le long des côtes de l'Afrique de l'Est est documentée depuis l'Antiquité classique. Le Périple de la mer Érythrée, écrit par un marchand gréco-égyptien vers 40 ou 55 apr. J.-C., décrit les ports commerciaux le long des côtes africaines de l'océan Indien ; il traite ainsi de l'Azanie, désignation historique de la côte qui s'étend au sud de l'actuelle Tanzanie,. Les preuves matérielles sont antérieures aux premiers établissements humains du IXe siècle puisqu'on a découvert des perles, venant de l'Empire romain, datées du IVe siècle, et des poteries du Ve siècle,. Les documents romains du Ier au Ve siècle, telle la Géographie de Ptolémée, proposent également des relations du commerce avec l'Afrique de l'Est, mais il y a ensuite pénurie de documents jusqu'au Xe siècle. Après la chute de l'Empire romain au Ve siècle, le commerce avec les Arabes, les Indiens et les Chinois croît en importance, puis est dominé par la Perse après sa conquête du sud de l'Arabie et de l'Égypte en 515 et 616 apr. J.-C.,. Il est probable que le commerce entre la côte swahilie et la Perse, ainsi que l'arrivée ultérieure des marchands musulmans suivant l'expansion de l'Islam après 632 apr. J.-C., contribuent au peuplement et au développement des sites côtiers,.
La participation de Gedi au commerce maritime est attestée par le volume croissant des objets d'importation qu'on y a trouvés, notamment pour la période des XIVe et XVe siècles,. Les artefacts correspondant comprennent des céramiques, des perles et deux pièces de monnaie chinoises qui attestent d'un commerce direct ou indirect avec le Proche-Orient, la péninsule arabique, la Chine, l'Inde et l'Indochine,,,. Les exportations, quant à elles, concernent les esclaves, l'or, l'ivoire, l'ébène, le bois de mangrove, le cuivre, le copal, la myrrhe, l'encens et le cristal de roche,,,.
Le commerce maritime intercontinental et le long des côtes d'Afrique de l'Est est facilité par le régime des alizés qui règne sur l'océan Indien, ainsi que par les distances relativement courtes entre les côtes continentales concernées. Gedi et les autres sites continentaux qui lui sont contemporains ont des ports de piètre qualité comparativement aux sites côtiers ultérieurs, compte tenu de leur exposition aux vents, de l'abri qu'ils offrent et de la profondeur de l'eau. Cependant, malgré cela, Gedi et les autres sites furent en mesure de se maintenir durablement, grâce aussi à l'établissement de routes commerciales dans l'intérieur des terres et au support apporté par leurs hinterlands.

## Préservation et gestion

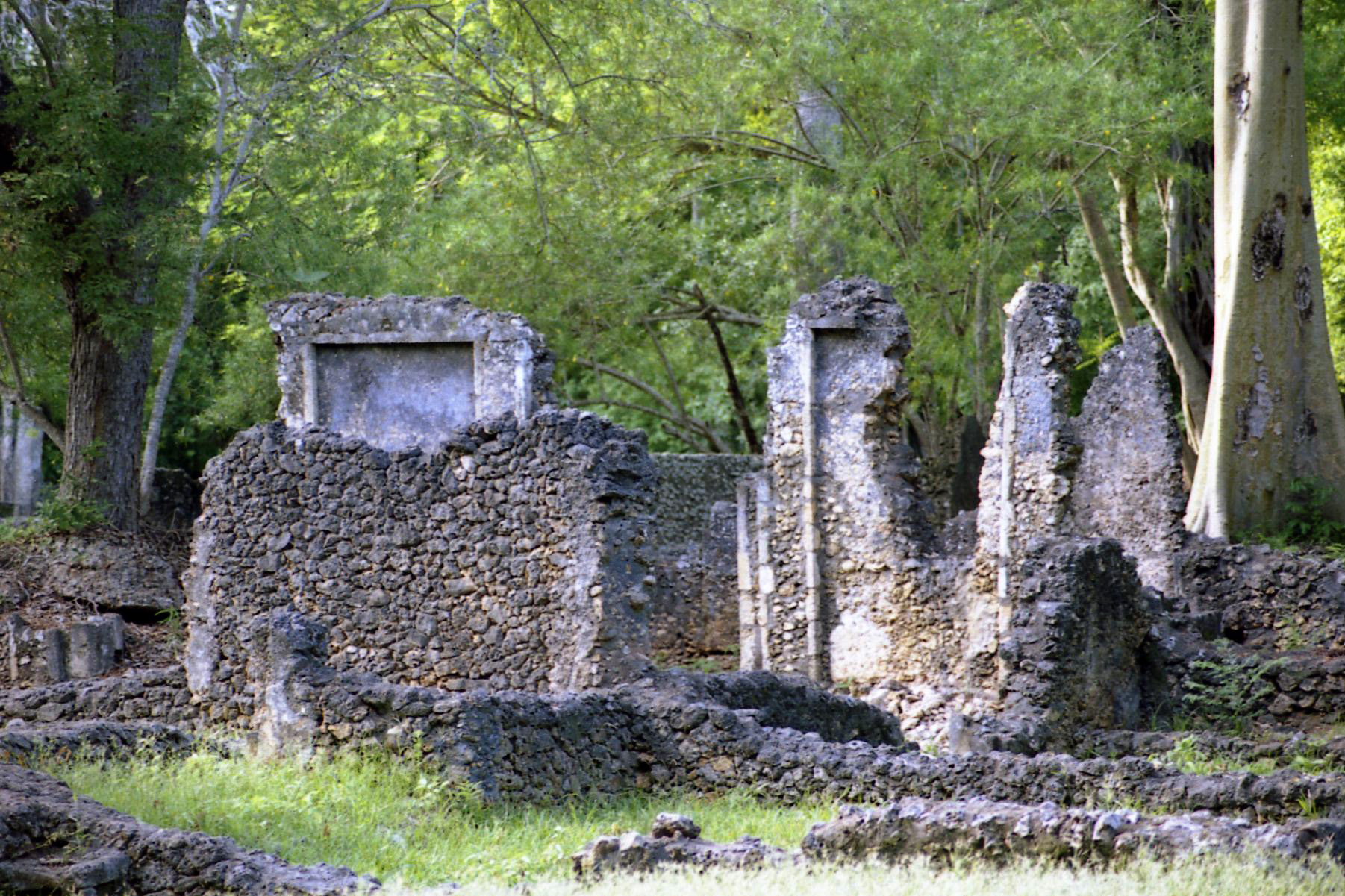
Ruines de Gedi. Juin 2005.

Les ruines de Gedi sont classées monument historique en 1927. Le site est protégé depuis 1929, après que des pilleurs aient commencé à retirer les porcelaines chinoises qui servaient de décorations architecturales,. En 1939, le département des travaux publics du Kenya restaure les structures qui menacent de s'écrouler. D'autres travaux, essentiellement destinés à éviter l'envahissement par la végétation, sont menés entre 1948 et 1959, dirigés par James Kirkman, nommé directeur après que la forêt abritant le site ait été érigée en parc national en 1948.
En 1969, la gestion du site revient aux Musées nationaux du Kenya. Le site est actuellement administré par le département d'archéologie côtière des musées nationaux,. En 2000, la construction sur place d'un musée, financé par des fonds européens, est achevée ; il propose une exposition permanente consacrée à la culture swahilie.
En 2024, l'UNESCO inscrit « La ville historique et site archéologique de Gedi » sur la liste du patrimoine mondial.

## Modèles tridimensionnels
Les ruines de Gedi sont modélisées en trois dimensions en 2010. Il en existe une présentation en ligne.